# Liste der Sprachen in Namibia
Dies ist eine Liste der Sprachen in Namibia. Die Amtssprache in Namibia ist gemäß Kapitel 1, Artikel 3, Absatz 1 der Verfassung Namibias Englisch.
Eine Reihe von Sprachen genießen rechtlichen Schutz als sogenannte Nationalsprachen, nämlich Afrikaans, Deutsch, Khoekhoegowab, OshiKwanyama, Oshindonga, Otjiherero, RuKwangali, SeTswana und Silozi. Die Nationalsprachen betreffen das Recht, in privaten Schulen sowie mit Genehmigung in staatlichen Schulen nicht die Amtssprache Englisch, sondern eine andere Sprache als Unterrichtssprache zu nutzen. Außerdem dürfen in den Regionen Namibias Nationalsprachen in Verwaltung, Legislative und Judikative verwendet werden. Voraussetzung ist, dass die Sprache in der jeweiligen Region „von einem nennenswerten Anteil der Bevölkerung“ gebraucht wird (Verfassung, Artikel 3, Absätze 2 und 3).
Außerdem gibt es weitere Minderheitensprachen. Die Abgrenzung zwischen eigenständigen Sprachen und Dialekten ist nicht einheitlich geregelt, ebenso wenig die genaue Bezeichnung der Sprachen.

## Auflistung und Angaben zu Sprechern
| Sprachgruppe                         | Sprache(n)                                                  | ISO-Code                             | Muttersprachler (in Namibia)                | Haushalte mit Hauptsprache           | Muttersprachliche Verbreitung (2011) | Status                               |
| Niger-Kongo-Sprachen (Bantusprachen) | Niger-Kongo-Sprachen (Bantusprachen)                        | Niger-Kongo-Sprachen (Bantusprachen) | Niger-Kongo-Sprachen (Bantusprachen)        | Niger-Kongo-Sprachen (Bantusprachen) | Niger-Kongo-Sprachen (Bantusprachen) | Niger-Kongo-Sprachen (Bantusprachen) |
| ------------------------------------ | ----------------------------------------------------------- | ------------------------------------ | ------------------------------------------- | ------------------------------------ | ------------------------------------ | ------------------------------------ |
| Oshivambo                            | OshiKwanyama (inkl. OshiMbalanhu)                           | kua (lnb)                            | ≈1.035.373 (49 %)                           | 227.103 (48,9 %)                     |                                      | Nationalsprache                      |
| Oshivambo                            | OshiNdonga (inkl. OshiKwambi)                               | ndo (kwm)                            | ≈1.035.373 (49 %)                           | 227.103 (48,9 %)                     | Nationalsprache                      |                                      |
| OtjiHerero                           | OtjiHerero (inkl. OtjiHimba)                                | her (dhm)                            | ≈150.000–200.000                            | 40.000 (8,6 %)                       |                                      | Nationalsprache                      |
| SiLozi                               | SiLozi (inkl. CiSubiya ChiFwe ShiYeyi ChiTotela)            | loz (sbs) (fwe) (yey)                | >100.000                                    | 22.484 (4,8 %)                       |                                      | Nationalsprache                      |
| SeTswana                             | SeTswana                                                    | tsn                                  | ≈12.000                                     | 1.328 (0,3 %)                        |                                      | Nationalsprache                      |
| RuKavango                            | RuKwangali (inkl. ShiShambyu/ RuGciriku ThiMbukushu)        | bnt                                  | 180.000                                     | 39.566 (8,5 %)                       |                                      | Nationalsprache                      |
| Indogermanische Sprachen             |                                                             |                                      |                                             |                                      |                                      |                                      |
| Afrikaans                            | Afrikaans                                                   | afr                                  | ≈219.753 (10,4 %)                           | 48.238 (10,4 %)                      |                                      | Nationalsprache                      |
| Deutsch                              | Deutsch                                                     | deu                                  | ≈ 20.000 – 30.000 (1 %) <6000 (Zensus 2023) | 4.359 (1 %) 2600 (Zensus 2023)       |                                      | Nationalsprache                      |
| Englisch                             | Englisch                                                    | eng                                  | ≈71.842 (3,4 %)                             | 15.912 (3,4 %)                       |                                      | Amtssprache                          |
| Khoisansprachen                      |                                                             |                                      |                                             |                                      |                                      |                                      |
| Khoekhoegowab                        | Khoekhoegowab (inkl. Nama Damara HaiǁomKlicklaut)           | (naq) (—) (hgm)                      | ≈238.769 (11,3 %)                           | 52.450 (11,3 %)                      |                                      | Nama und Damara: Nationalsprache     |
| San-Sprachen                         | ǃKung (inkl. Juǀ’hoan ǃ'O-ǃKhung ǃXung, ǂKx'auǁein Ju-ǂHõã) | vaj (ktz) (knw)                      |                                             | 3.745 (0,8 %)                        |                                      |                                      |
| San-Sprachen                         | Kxoe                                                        |                                      |                                             | 3.745 (0,8 %)                        |                                      |                                      |
| San-Sprachen                         | Naro                                                        | nhr                                  |                                             | 3.745 (0,8 %)                        |                                      |                                      |
| San-Sprachen                         | ǃXóõ                                                        | nmn                                  |                                             | 3.745 (0,8 %)                        |                                      |                                      |
| Romanische Sprachen                  |                                                             |                                      |                                             |                                      |                                      |                                      |
| Portugiesisch                        | Portugiesisch                                               | por                                  | ≈100.000 (4,3 %)                            | 100.000 (4,3 %)                      |                                      | Minderheitensprache                  |

## Kleinere Sprachen und Dialekte
- Vasekela (60.000 Muttersprachler; nicht nur in Namibia)
- Diriku (10.600)
- Nyemba (10.000)
- Chokwe (5.600)
- Zemba (4.000)
- Umbundu (3.000)
- Khwe (2.960) – Bedrohte Sprache laut UNESCO[9]
- Luchazi (1000)
- Mashi (200)
- Kgalagadi (100)
- Nkhumbi (100)
- Xiri (100)
- Fanagalo
- Luyana